# 黑土台镇
黑土台镇，是中华人民共和国内蒙古自治区乌兰察布市丰镇市下辖的一个乡镇级行政单位。

## 行政区划
黑土台镇下辖以下地区：
段家营村、南瓦夭村、帽山村、典青庙村、新五号村、常山夭村、太平庄村、羊富沟村、粒峨村和寿阳营村。